# Adicocrita discerpta
Adicocrita discerpta là một loài bướm đêm trong họ Geometridae.